# Lights and Shadows
Pour l’article homonyme, voir Lights and Shadows (chanson).
Lights and Shadows est un documentaire français réalisé par Claude Lanzmann, présent au sein DVD du film Tsahal en 2008.

## Synopsis
Le texte de cet entretien a été publié dans le n° 651 de la revue Les Temps modernes.

## Fiche technique
- Titre : Lights and Shadows
- Réalisation : Claude Lanzmann
- Pays d'origine :  France
- Format : couleur
- Genre : documentaire
- Durée : 40 minutes
- Date de sortie : 2008

## Distribution
- Ehud Barak : lui-même
- Claude Lanzmann : lui-même